# Wade Dominguez
Wade Dominguez (* 10. Mai 1966 in Santa Clara County, Kalifornien; † 26. August 1998 in Los Angeles, Kalifornien) war ein US-amerikanischer Schauspieler.

## Leben
Wade Dominguez arbeitete vor seiner Filmkarriere als Model und GoGo-Dancer.
Seinen Durchbruch schaffte er mit dem Film Dangerous Minds – Wilde Gedanken, in dem er Emilio Ramirez spielte. Wade Dominguez nahm zwei Songs auf (S.T.B. und Release the Beast), welche jedoch nie veröffentlicht wurden. Außerdem wirkte er in dem Video Losing My Religion von R.E.M. mit. Der Film Taxman – Der Steuerfahnder von Brooklyn wurde nach seinem Tod im Jahr 1999 veröffentlicht.
Wade Dominguez starb an Versagen des Atmungssystems.

## Filmografie
- 1994: Erotique
- 1995: Dangerous Minds – Wilde Gedanken (Dangerous Minds)
- 1997: City of Industry
- 1998: Shadow of Doubt – Schatten eines Zweifels (Shadow of Doubt)
- 1999: Taxman – Der Steuerfahnder von Brooklyn (Taxman)